# Patrimoine immobilier exceptionnel de la Région wallonne
Patrimoine immobilier exceptionnel de la Région wallonne (Nederlands: Uitzonderlijk onroerend erfgoed van het Waals gewest) is een selectie van de belangrijkste beschermde monumenten en sites in de regio Wallonië. De lijst is voor het eerst vastgesteld in 1993 en wordt geregeld herzien en aangevuld door de Waalse regering. Het is uit deze lijst dat de nominaties voor de Werelderfgoedlijst komen. De Lijst van uitzonderlijk onroerend erfgoed van Wallonie op Wikipedia geeft dit erfgoed weer, maar is geen zuivere kopie van de officiële lijst.